# Antoine d'Arcy de la Varenne
Pour les articles homonymes, voir D'Arcy.
Antoine d'Arcy, seigneur de La Varenne, né vers 1656 et mort à Toulon le 27 mars 1732, est un officier de marine et administrateur colonial français des XVIIe et XVIIIe siècles. 
Ancien capitaine de vaisseau, il est brièvement gouverneur de la Martinique (7 janvier-23 mai 1717).

## Biographie

### Origines et famille
Issu d'une famille de la petite, mais ancienne, noblesse du Bourbonnais, remontant à Philippe d'Arcy, écuyer, seigneur de la Farge vivant en 1481. Le titre de marquis, dont il se parait, est un titre de courtoisie, il lui avait été attribué dans sa Commission royale. La terre d'Arcy était située en Beaujolais, la seigneurie de la Varenne avait été apportée par sa trisaïeule, Louise Chamesse de la Varenne. La branche aînée, d'Arcy de la Bussière, avait compté deux chevaliers de Malte, elle est représentée à la fin du XVIIe siècle par Jean d'Arcy, comte d'Ailly.
Il est le fils de Joachim d'Arcy, écuyer, seigneur de la Varenne fief de Coutouvre, et de Claudine de Vaurion.

### Carrière dans la Marine du Roi

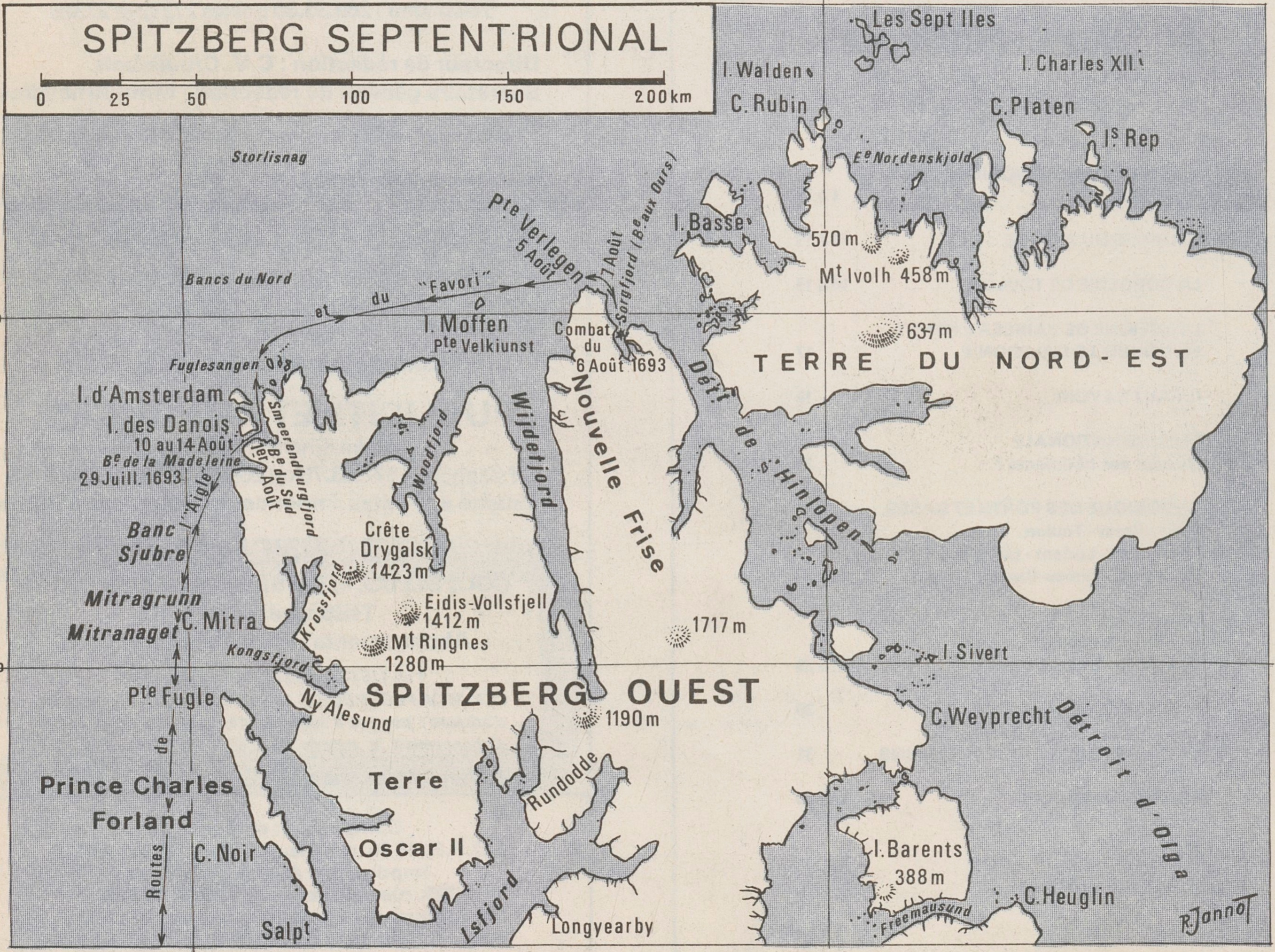
Carte permettant de suivre la progression des vaisseaux français lAigle et le Favori lors de la campagne de 1693 au Spitzberg.

Après avoir été nommé capitaine de vaisseau en 1689, il commande en 1693, à bord du Pélican dont c'est la première mission, une expédition de quatre navires au Spitzberg. Le but de l'expédition est de détruire les vaisseaux de pêche à la baleine anglais et hollandais contre lesquels le roi (Louis XIV) était en guerre. 
Début août, la Varenne est resté au sud du Spitzberg garder les premiers bateaux ennemis capturés à leur arrivée. Deux des frégates de l'expédition, l’Aigle et le Favori commandées par les basques Joannis de Suhigaraychipy dit « Coursic » et Harismendy, après s'être frayées un passage dans les glaces, attaquent 40 navires hollandais dans un secteur du nord du Spitzberg alors appelé la baie aux ours. L'endroit est connu de nos jours sous le nom de Sorgfjorden (baie du Chagrin) et l'on peut y voir les tombes des victimes hollandaises de la bataille. Malgré l'infériorité numérique (300 hommes contre 1 500 et 72 canons contre 300) et après 5 heures de combat, les Français détruisent ou capturent les deux tiers d'entre eux. Ils regrettent uniquement de ne pas avoir été plus nombreux afin qu'aucun ne parviennent à s'échapper, ce qui conduit La Varenne à être blâmé pour son inertie. 
Alors que Coursic et Harismendy escortent leurs prises à Bayonne, La Varenne passe au second objectif de la mission qui est de patrouiller le long des cotes britanniques sur le chemin du retour. Pour cette seconde mission le Pélican et le Prudent, le quatrième bâtiment de l'expédition commandé par Gouin de Beauchesne, sont rejoints par d'autres navires français. Le 30 septembre 1693, ils interceptent et capturent un important convoi anglais escorté par deux bâtiment de guerre : le HMS Diamond (48 canons), commandé par Henry Wickham, et le HMS Cygnet.

### Gouverneur de la Martinique
Il faudra attendre la régence pour que La Varenne connaisse une nouvelle évolution de carrière en étant nommé Gouverneur de la Martinique.
Il arrive en Martinique le 7 janvier 1717. Il souhaite, avec l'aide de l'intendant Ricouart qui l'accompagne, faire appliquer de façon stricte les instructions qui lui ont été données : agir en faveur des petits habitants, réprimer les abus des officiers de justice et surtout limiter le nombre de sucreries — il y avait alors en 1716, 241 sucreries à la Martinique, et empêcher le commerce avec l'étranger.
Ces mesures provoquent l'irritation des propriétaires des habitations : ils se soulèvent en mars-avril à La Guadeloupe, mais les événements prennent une tournure plus grave en Martinique. Le 13 mai 1717 le gouverneur de La Varenne et l'intendant Ricouart partent en tournée à travers l'île. Après avoir passé au Lamentin puis au Cul-de-Sac-aux-Vaches (actuelle commune de Rivière-Salée), ils parviennent le 17 mai au Diamant, à l'habitation du sieur Bourgeot où ils doivent dîner. C'est là qu'un groupe de colons, avec à leur tête les colonels François Samuel Le Vassor de la Touche et Jean du Buc de L'Etang, dit « Dubuc-l’Etang », font irruption, se saisirent des deux personnalités, et les font prisonniers. Cette révolte est connue sous le nom de « Gaoulé » et la demeure où elle s'est produite porte encore le nom de « maison du Gaoulé ».
Les deux administrateurs sont conduits, sous bonne garde, à Saint-Pierre d'où ils sont rembarqués vers la France, le dimanche 23 mai 1717. L'affaire a un certain retentissement et le Conseil de la Marine est alerté. Cependant, ces événements n'ont finalement qu'une portée très limitée : la France est alors en paix avec ses voisins et l'on ne souhaitait pas dramatiser les choses. Le Roi aurait sourit en apprenant le récit des événements.
Il commande la Marine à Toulon entre le 17 novembre 1726 et le 25 septembre 1727. Il meurt dans cette même ville, en 1732.

### Hommages
Antoine d'Arcy est nommé chevalier de Saint-Louis en 1703.